# أخلامو
الأخلامو أو الأحلامو أو اخيمو (وتعني حرفياً «الأصحاب» أو «الرفاق») كانوا من من الاقوام السامية شبه الرحل. وكان موطنهم غرب الفرات، بين مصب الخابور وتدمر.
تم ذكرها لأول مرة في المصادر في عهد ريم-أنوم ملك أوروك في السلالة السادسة والأخيرة (القرن الثامن عشر قبل الميلاد)، وفي نصوص من ماري، ثم تم ذكرهم في القرن الرابع عشر قبل الميلاد في المصادر المصرية، في إحدى رسائل العمارنة في عهد إخناتون، حيث تم التأكيد على أنها قد تقدمت نحو الفرات.

## التاريخ
إن أقدم ذكر للآراميين هو من قبل الآشوريين حيث ذكروهم على هيئة قبائل تسمى «الأخلامو»، وبعد ازدياد قوة الآراميين استقروا في المناطق الواقعة بين تدمر وجبل البشري وسط سوريا وتل حلف في الجزيرة الفراتية حيث استقروا وكونوا ممالك آرامية ثم اتسعت مناطق استقرارهم في أواخر الألف الثاني ق.م، في أنحاء الهلال الخصيب شرقي الفرات وغربه، وذلك بعد انهيار التوازن في بلاد المشرق القديم بتزايد حدة غارات شعوب البحر وتحركاتهم، وانهيار الإمبراطورية الحيثية في الأناضول وسوريا الشمالية، وانحسار نفوذ مصر القديمة عن بلاد كنعان وضعف بابل الكاشية.
لعل الاموريين في الفرات هم الذين اطلقو هذا الاسم على جملة قبائل آرامية متحدة ونظرا لشهرة هذه القبائل صار اسمها كثيرا مايطلق على جميع الآراميين الباقين، وكانت هذه القبائل غالباً ما تعمل جنباً إلى جنب مع السوتانيون. كما دائماً ما كانت هذه القبائل تشن الغارات في البحر الأدنى (الخليج العربي) بحيث أنها قد عطلت أو أوقفت التجارة في دلمون. وقد شكا منهم حاكم دلمون (البحرين حالياً) إلى حاكم مدينة نِبُّر في العراق لأنهم اعتدوا على التجار.
في إحدى النقوش الآشورية للملك الآشوري أداد نيراري الثاني أن والده آشور دان الثاني هزم شعوب مختلفة من الجبال بما في ذلك بدو الأخلامو. ووفقاً لنقش ملك آشوري آخر، هُزم الأخلامو والميتانيين بدعم من شاتورا الثاني ملك هانيغالبات في انتفاضتهم ضد الآشوريين.
تمكن الأخلامو أيضاً من عرقلة التواصل بين الممالك، كما ذكر ملك بابل كادشمان إنليل الثاني في اتصالاته مع الملك الحثي هاتوسيلي الثالث التي يشكو فيها من انقطاع إرسال رسل بين البلاطين، بسبب اعتداءات قطاع الطرق من قبائل الأخلامو. منذ القرن الثاني عشر قبل الميلاد فصاعداً، أصبح سكان بلاد ما بين النهرين يتحدثون بشكل متزايد عن نفس هذه المجموعات المتنقلة لكن باسم «الآراميين».
يُعرف الأخلامو أيضاً باسم أعداء الآشوريين، عندما عاودت آشور الظهور مرة أخرى في عهد الملك آشور ريش إيشي الأول الذي ذكرت نقوشه إلى الانتصارات على الأخلامو والغوتيين، وكذلك فعل خليفته تيغلت بلاصر الأول الذي كان يتباهى بأنه شن ثمانية وعشرين حملة على جبهة امتدت من جبل باسار (جبل البشري) وتدمر إِلى عانة ورابيقو على ضفاف الفرات، كانت منها حملات على الأخلامو.
توسع الملك الآشوري أريك دين إيلي غرباً إلى بلاد الشام (سوريا ولبنان حالياً) حيث تمكن من إخضاع السوتانيين والأخلامو والياورو في منطقة كاتموخي في الفرات الأوسط.

## الحياة الاجتماعية
كانت الأخلامو من الأقوام المقاتلة من أجل أنفسها بالإضافة كونهم كمرتزقة مع شعوب أخرى مثل الحثيين أو الميتانيين. بالإضافة إلى ذلك ونظراً لمعرفتهم الكبيرة بالصحراء فقد تم تعيينهم في بعض الأحيان كدليل أو قيادة القوافل، مثلهم مثل البدو الرحل في الرحلات التجارية الكبيرة.
علاوة على ذلك، فقد عاشوا في خيام خاضعة لولاية شيخ يطلقون عليه اسم رب زاراتي (وتعني رب معسكر الخيام). وفي مدينة نيبور الكيشية خدموا كحراس. بعضهم كان له أسماء كيشية أو بابلية على الرغم من أن التاريخ يقول إنهم كانوا دائماً غير جديرين بالثقة.